# Lamb's Island
Lamb's Island är en ö i republiken Irland. Den ligger i grevskapet Ciarraí och provinsen Munster, i den sydvästra delen av landet. Ön är täckt av gräs.